# Miricacalia makineana
Miricacalia es un género monotípico de plantas herbáceas perteneciente a la familia de las asteráceas. Su única especie: Miricacalia makineana, es originaria de Japón.

## Taxonomía
Miricacalia makineana fue descrita por (Yatabe) Kitam. y publicado en Acta Phytotaxonomica et Geobotanica 5: 214. 1936.
Sinonimia
- Cacalia iinumae Makino
- Cacalia makineanus (Yatabe) Makino
- Senecio makineanus Yatabe basónimo[3]